# Chiesa di San Luca (Verona)
La chiesa di San Luca Evangelista è un luogo di culto cattolico che sorge appena fuori dal cuore del centro storico di Verona, a pochi passi dai portoni della Bra e dell'omonima piazza, lungo corso Porta Nuova; si tratta di una chiesa parrocchiale facente parte del vicariato di Verona Centro nell'omonima diocesi.

## Storia
Le origini della chiesa si fanno risalire al 1172, quando l'Ordine dei Cavalieri Crociferi commissionarono la sua costruzione a lato di uno xenodochio di loro proprietà. Tale Ordine venne però soppresso il 20 aprile 1656, per cui l'anno successivo l'edificio chiesastico insieme al vicino convento passò, su intercessione del vescovo di Verona Sebastiano Pisani I, alla Compagnia del Santissimo Sacramento, che la intitolò al Corpus Domini.
Nel 1691 l'altare maggiore venne rinnovato in stile barocco mentre tra il 1753 e il 1755, in soli due anni, l'edificio venne completamente rinnovato internamente e ampliato, assumendo sostanzialmente le forme attuali. Il 29 settembre 1755 la chiesa venne quindi riconsacrata dal vescovo Giovanni Bragadin. Nel 1807 la Compagnia del Santissimo Sacramento venne soppressa, quindi l'anno successivo la chiesa venne eretta a parrocchiale. Nel 1874 il fianco destro fu parzialmente demolito, ristrutturato e rinnovato l'ingresso, in modo da consentire l'ampliamento della sede stradale. Nel 1919, infine, fu realizzata una cappella-cripta in onore dei caduti della prima guerra mondiale.

## Descrizione

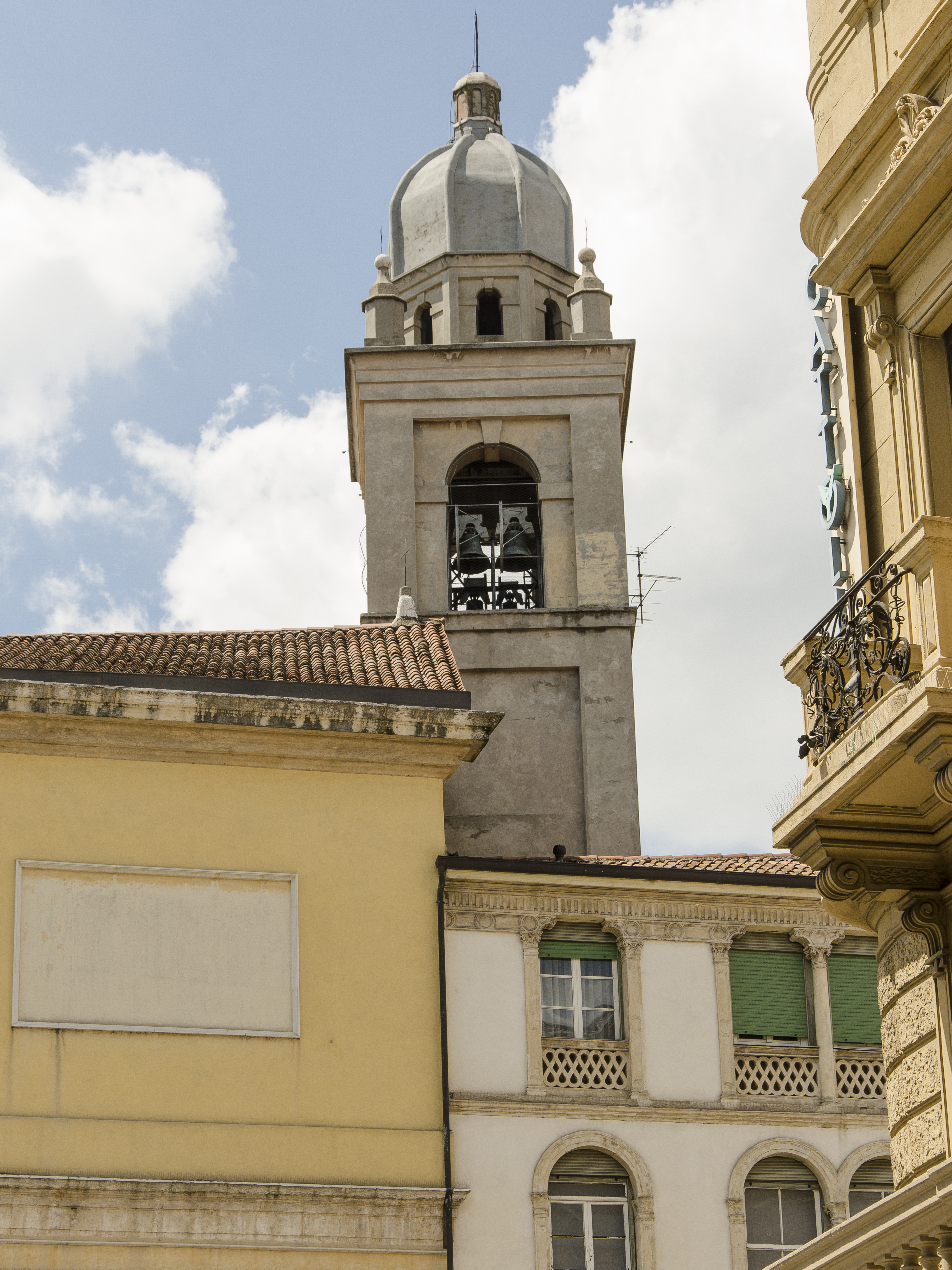
Campanile della chiesa

L'edificio ecclesiastico è inglobato tra edifici su tre lati, quindi è priva della facciata principale e rimane libera solo la facciata laterale prospiciente su corso Porta Nuova. Il prospetto libero è caratterizzato da due coppie di paraste di ordine corinzio reggenti la trabeazione che inquadrano il portale d'ingresso con timpano. Tra il timpano dell'ingresso e la trabeazione si trova un'epigrafe cui si trova la scritta «D O M / IN HONOREM / S. LVCAE. EV.», mentre sopra la trabeazione si trova una finestra semicircolare suddivisa in tre parti che illumina l'ambiente interno.
L'impianto planimetrico della chiesa è ad aula unica rettangolare con l'asse maggiore perpendicolare rispetto alla direzione dell'ingresso, e con il presbiterio rialzato di due gradini rispetto al resto dello spazio. I prospetti interni, lungo i quali si trovano gli altari di Sant'Antonio e dell'Assunzione, sul lato sinistro, e gli altari del Crocifisso e di San Luca, sul lato destro, sono scanditi da lesene corinzie sormontate da una trabeazione. Il presbiterio è letteralmente dominato da un notevole esempio di altare maggiore barocco in marmo.
Il campanile a base quadrangolare, che si trova a lato della fiancata ovest del presbiterio, si contraddistingue per un fusto massiccio e tozzo e da una cella campanaria a edicola sormontata da una copertura a cupola che poggia su un tamburo ottagonale. Esso reca la data della sua ultimazione, il 1760.